# Melitta Schubert

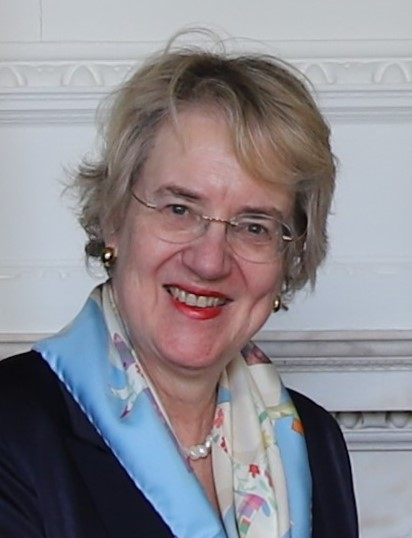
Melitta Schubert (2024)

Melitta Schubert (* 30. Juli 1963 in Athen) ist eine österreichische Diplomatin. Schubert ist seit 2023 Botschafterin der Republik Österreich in Irland. Davor war sie unter anderem von 2012 bis 2015 österreichische Botschafterin in Griechenland und von 2019 bis 2024 österreichische Botschafterin im Großherzogtum Luxemburg.

## Ausbildung
Melitta Schubert wurde in der griechischen Hauptstadt Athen geboren. Sie besuchte in Wien das Lycée Français de Vienne und erwarb dort im Juni 1981 ihr Baccalauréat. Anschließend absolvierte sie das Studium der Rechtswissenschaften an den Universitäten Wien und Salzburg. Von 1987 bis 1988 schloss sich daran ein postgraduales Studium am Collège d’Europe im belgischen Brügge an, wo sie ein Diplôme de Hautes Études Européennes (Diplom für höhere europäische Studien) erwarb. Ein zweites postgraduales Studium absolvierte Schubert von 1988 bis 1989 am Bologna Center der Paul H. Nitze School of Advanced International Studies der amerikanischen Johns Hopkins University, welches sie mit dem Bologna Center Diploma of International Studies abschloss.

## Beruflicher Werdegang
Im August 1989 trat Melitta Schubert schließlich in den höheren auswärtigen Dienst der Republik Österreich ein und wurde dabei im Außenministerium zunächst in den Abteilungen Protokoll, EU-EFTA-Beziehungen und im Völkerrechtsbüro eingesetzt. Von 1990 bis 1991 absolvierte sie die Stage im Juristischen Dienst der Kommission der Europäischen Gemeinschaft und wurde anschließend wieder dem Völkerrechtsbüro des österreichischen Außenministeriums dienstzugeteilt.
Im Februar 1992 wurde sie auf den Posten der 2. Botschaftssekretärin und Spezialattachée für europäische Integration an der österreichischen Botschaft in Rom berufen. Im Oktober 1996 wechselte sie zurück ins Außenministerium nach Wien, um Außenminister Wolfgang Schüssel in dessen Kabinett für Fragen in europäischen Angelegenheiten und zur Kultur zur Verfügung zu stehen. Die nächste Auslandsverwendung für Melitta Schubert folgte im April 2000, als sie erstzugeteilte Botschaftsrätin bei der österreichischen Botschaft in Washington, D.C. wurde. Im Jänner 2004 folgte der Wechsel als Erstzugeteilte an die österreichische Botschaft in Brüssel. Zurück nach Wien kehrte Melitta Schubert im Juli 2005 im Rahmen der turnusmäßigen Rotation, die sie zurück ins Außenministerium führte, wo sie die Leitung der Abteilung für bi- und multilaterale Außenwirtschaftsbeziehungen übernahm.
Im Dezember 2007 wurde sie Protokollchefin im Außenministerium. Auf ihren ersten Posten als außerordentliche und bevollmächtigte Botschafterin der Republik Österreich wurde Melitta Schubert im Jänner 2012 berufen, als sie österreichische Botschafterin in Griechenland wurde. Die turnusmäßige Rotation zurück nach Wien erfolgte im Jänner 2015. Im Außenministerium wurde sie danach Leiterin der Personalabteilung und Stellvertretende Sektionsleiterin der Sektion Management. Auf einen neuen Botschafterposten wurde Schubert mit 9. Oktober 2019 berufen, als sie Botschafterin der Republik Österreich in Luxemburg wurde. Diesen Posten hatte sie noch bis Februar 2024 inne, während sie bereits mit März 2023 parallel dazu als österreichische Botschafterin in Irland bestellt worden war.